# تدفق حراري

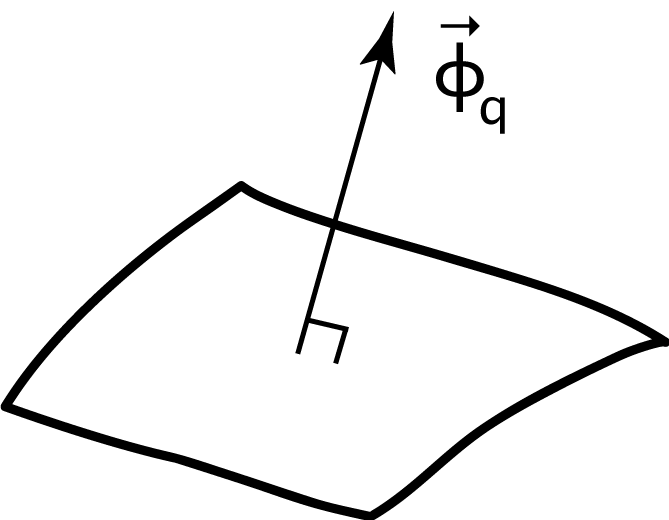
كثافة التدفق الحراري خلال سطح.

يعرف التدفق الحراري بأنه انتقال الطاقة الحرارية خلال سطح ما. تعطى واحدة التدفق الحراري في نظام الوحدات الدولي بالجول على الثانية أو واط. وتقاس كثافة التدفق الحراري بالواط/متر مربع . التدفق الحراري هو قيمة جبرية، بينما كثافة التدفق الحراري هي قيمة شعاعية. ترمز لكثافة التدفق الحراري بالرمز حيث يرمز الرمز المنخفض q إلى التدفق الحراري

## التطبيقات العلمية والهندسية
من إحدى أهم القوانيني هو التوازن الطاقي، والذي يمكن أن يطبق على أي نظام فيزيائي ويعطى بالعلاقة:
{\displaystyle {\big .}{\frac {\partial E_{\mathrm {in} }}{\partial t}}-{\frac {\partial E_{\mathrm {out} }}{\partial t}}-{\frac {\partial E_{\mathrm {accumulated} }}{\partial t}}=0}
حيث الرموز الثلاثة {\displaystyle {\big .}{\frac {\partial E}{\partial t}}} تعني على التوالي التغير في الطاقة الداخلة والخارجة والطاقة المتراكمة بالنسبة للزمن
فإذا كانت الطريقة الوحيدة لنقل الطاقة مع الوسط المحيط هو نقل حراري فيدخل تعيرف كثافة التدفق الحراري، لتصبح العلاقة:
{\displaystyle {\big .}{\frac {\partial E_{\mathrm {in} }}{\partial t}}-{\frac {\partial E_{\mathrm {out} }}{\partial t}}=\oint _{S}{\overrightarrow {\phi _{q}}}\cdot \,{\overrightarrow {dS}}}